# Pajęczynowiec białawy

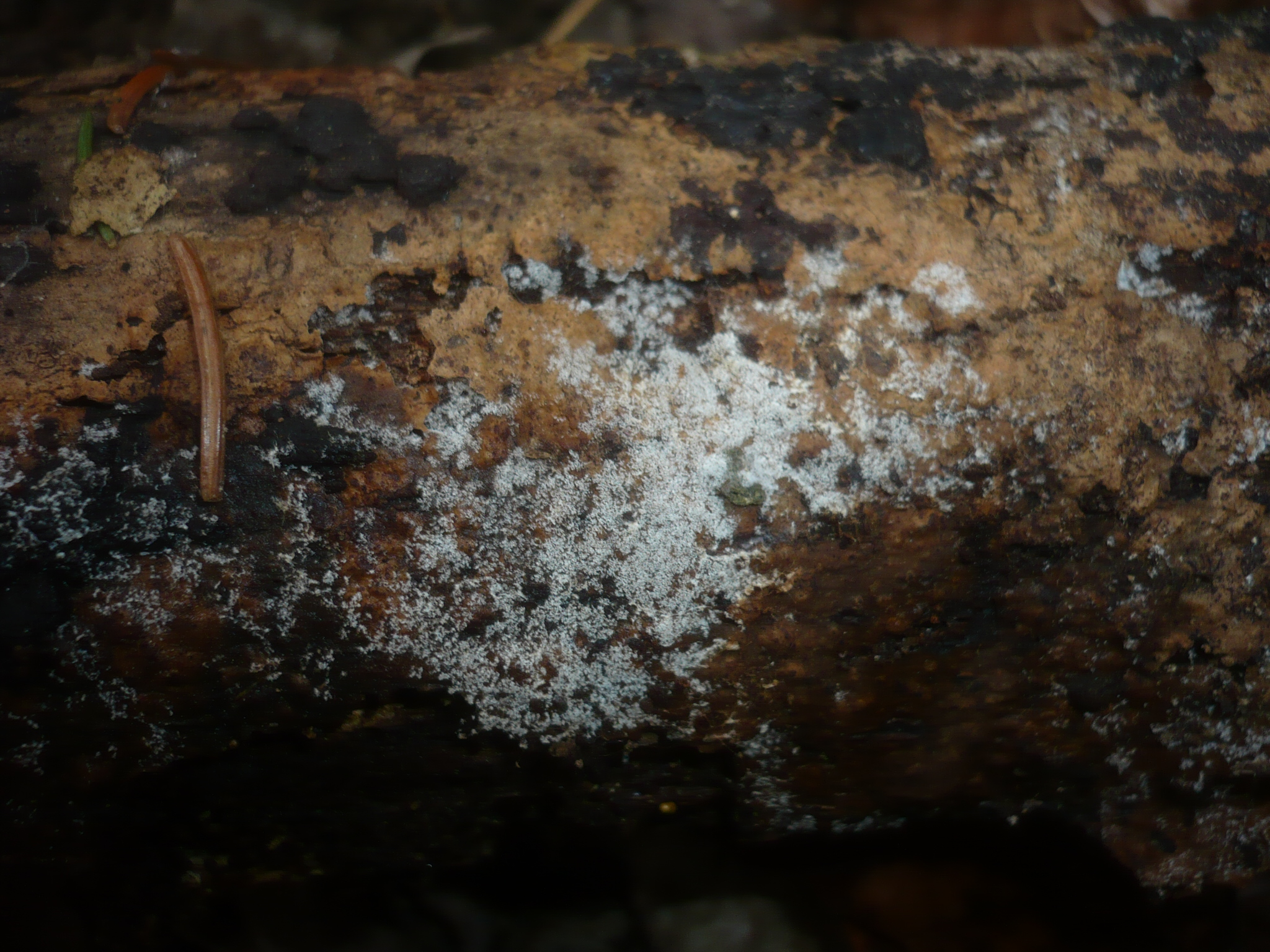

Pajęczynowiec białawy (Botryobasidium candicans J. Erikss.) – gatunek grzybów z typu podstawczaków (Basidiomycota).

## Systematyka i nazewnictwo
Pozycja w klasyfikacji według Index Fungorum: Botryobasidium, Botryobasidiaceae, Cantharellales, Incertae sedis, Agaricomycetes, Agaricomycotina, Basidiomycota, Fungi.
Synonimy.
- Botryobasidium candicans J. Erikss. 1958 var. candicans
- Botrytis capitata (Berk. & Broome) Sacc. 1928
- Haplotrichum capitatum Link 1824
- Oidium bloxamii (Berk. & Broome) Linder 1942
- Oidium capitatum (Link) Hol.-Jech. 1969
- Polyactis capitata Berk. & Broome 1881
- Rhinotrichum bloxamii Berk. & Broome 1851
- Sporocephalium capitatum (Link) Chevall. 1826

Nazwę polską zaproponował Władysław Wojewoda w 2003 r.

## Morfologia
Owocnik
Grzyb poliporoidalny o owocniku rozpostartym, bardzo cienkim, pajęczynowatym, biało-szarawym.
Cechy mikroskopowe
System strzępkowy monomityczny. Strzępki cienkościenne z przegrodami, w subhymenium o średnicy 4–6 μm, w hymenium 4–6 μm. Brak cystyd. Podstawki wrzecionowate lub owalne o rozmiarach 12-15 (-18) × 5–8 μm z prostą przegrodą w nasadzie. Zarodniki łódkowate lub niemal wrzecionowate, gładkie, cienkościenne, o rozmiarach 6–8 × 3–4 μm.
Anamorfa tworzy kolonie o barwie od białawej do kremowożółtej. Na długich i rozgałęzionych konidioforach powstają gładkie, cytrynowate, żółtawe zarodniki konidialne o rozmiarach 15-20 × 8–10 μm.

## Występowanie
Po raz pierwszy opisany został w Szwecji. Obecnie znane jest jego występowanie tylko w Europie. W piśmiennictwie naukowym na terenie Polski do 2003 r. podano 4 stanowiska. Znajduje się na Czerwonej liście roślin i grzybów Polski. Ma status R – gatunek potencjalnie zagrożony z powodu ograniczonego zasięgu geograficznego i małych obszarów siedliskowych.
Saprotrof żyjący na martwym drewnie drzew i krzewów oraz na krzewinkach. W Polsce notowany na jałowcu pospolitym i świerku pospolitym, w Europie na świerku pospolitym, jodle pospolitej, sośnie pini, czystku, wrzosie i buku pospolitym.